# The Talking Magpies
Pour plus de détails, voir Fiche technique et Distribution.
The Talking Magpies est le premier cartoon de la série Heckle et Jeckle.

## Synopsis
Un couple de pies à la recherche d'un endroit trouve finalement un nid juste en face de la fenêtre de la maison d'un fermier qui se repose en compagnie de son chien. Mais les deux oiseaux font un vacarme de tous les diables. Le fermier envoie son chien y mettre bon ordre mais les deux volatiles vont lui donner du fil à retordre. Le fermier décide de prendre son fusil et de faire sortir les oiseaux de sa propriété. Il ne réussit qu'à agacer une colonie de pies voisines qui aident les deux oiseaux de mauvais augure à prendre possession de la maison. Le fermier et son chien sont finalement chassés de leur domicile.

## Fiche technique
- Titre original : The Talking Magpies
- Réalisation : Mannie Davis
- Scénario : John Foster
- Musique originale : Philip A. Scheib
- Producteur : Paul Terry
- Société de production : Terrytoons
- Distribution : Twentieth Century Fox Film Corporation (1946) (cinéma)
- Pays de production :  États-Unis
- Langue : Anglais
- Format : Technicolor - 1,37 :1  - son : mono
- Durée : 6 minutes
- Date de sortie :
  - États-Unis : 4 janvier 1946